# La sedia d'argento
La sedia d'argento (The Silver Chair) è un romanzo fantasy per ragazzi scritto dall'autore inglese Clive Staples Lewis. 
Pubblicato nel 1953, è il quarto libro in ordine di pubblicazione della saga per ragazzi Le cronache di Narnia; nella cronologia alternativa, che tratta i libri in ordine di lettura, è invece il sesto libro. È il primo dei sette romanzi, secondo l'ordine di pubblicazione, in cui non compaiono i fratelli Peter, Susan, Edmund e Lucy Pevensie, originari protagonisti dei quattro libri precedenti. 
Protagonisti del romanzo sono invece Eustace Scrubb, cugino dei Pevensie e già co-protagonista ne Il viaggio del veliero, e l'amica Jill Pole.

## Trama
Eustace Scrubb e Jill Pole sono due infelici compagni della Sperimentale, la loro scuola mal organizzata e confusionaria, sempre sottoposti alle immotivate prepotenze di alcuni bulli, definiti i quelli, e desiderosi di avventure e libertà.
Jill Pole, in particolare, è una bambina sempre vittima di prese in giro e triste per la sua sorte ingiusta: la sua vita cambia quando approfondisce la sua amicizia con il compagno Eustace, il quale le racconterà del suo viaggio con i suoi cugini (i fratelli Lucy e Edmund Pevensie) in un mondo fantastico chiamato Narnia. Subito entrambi desiderano di poterci andare e l'occasione ideale si presenta quando, impegnati in una disperata fuga dalle grinfie di quelli, riescono ad aprire un portone che dava sulle colline fuori dall'istituto e si ritrovano inaspettatamente a Narnia.
A Narnia, i due ragazzi vengono accolti dal leone Aslan, che affida alla giovane Jill e a Eustace il compito di trovare lo scomparso figlio di Re Caspian, il principe Rilian. Aslan dà a Jill quattro Segni che la guideranno nel suo viaggio:
- Non appena Eustace metterà piede a Narnia incontrerà un vecchio e carissimo amico ed egli dovrà andargli incontro e salutarlo.
- Dovranno lasciare Narnia ed avventurarsi verso il nord, fino a quando non si imbatteranno nelle rovine dell'Antica Città dei Giganti.
- In quella città diroccata abbandonata dai giganti troveranno una pietra con alcune iscrizioni, che dovranno leggere e di cui dovranno seguire alla lettera le istruzioni contenute nel messaggio.
- Se troveranno il principe scomparso, lo riconosceranno perché sarà la prima persona nel corso del loro viaggio ad implorarli di fare qualcosa in nome di Aslan.

Jill viene poi spedita dal soffio di Aslan a Cair Paravel, dove Eustace la sta aspettando. Mentre guardano un uomo vecchio e fragile venire loro incontro con un'imbarcazione, i due ragazzi si rendono conto di aver mancato il primo segno: il vecchio è infatti il Re Caspian, ma essendo passati 50 anni (a Narnia, ma non sulla Terra, dove il tempo scorre diversamente), Eustace ha faticato a riconoscerlo. Durante il breve soggiorno al palazzo, Jill e Eustace scoprono che Rilian è scomparso misteriosamente dieci anni prima durante la caccia ad un grosso serpente verde che uccise sua madre.
Una volta ritrovatisi i due partono verso nord accompagnati dal paludrone Pozzanghera, che farà loro da guida. Durante il viaggio, incontrano la Signora dalla Veste Verde (forse la Strega Bianca) accompagnata da un cavaliere dalla nera armatura: la donna, vedendoli stanchi e affamati, suggerisce loro di chiedere ospitalità presso la città dei giganti civilizzati, Harfang, dicendo loro che i giganti saranno contenti di invitarli all'ormai prossima festa d'Autunno. Nonostante le proteste di Pozzanghera, i due ragazzi sono sfiniti e si lasciano convincere: si recano ad Harfang e chiedono ospitalità al castello. Dal castello, i tre compagni scorgono le rovine della vecchia città abbandonata dei giganti, che durante il viaggio non avevano notato a causa della tempesta di neve: si accorgono così di aver mancato anche il secondo Segno. Notano anche le parole "Sotto di Me" incise sulla strada, che costituiscono il terzo Segno; tuttavia, scoprendo casualmente di essere proprio loro tre la portata principale della festa d'Autunno sono costretti a fuggire. Seguendo le istruzioni date dal terzo Segno, si rifugiano in una grotta sotto la città abbandonata.
Da lì precipitano nel Mondo di Sotto, abitato da strane creature che conducono Jill, Eustace e Pozzanghera nella città governata dalla Signora dalla Veste Verde. La strega è assente al loro arrivo, e i tre vengono dunque accolti dal suo pupillo, un giovane molto accogliente che spiega loro di soffrire di pesanti episodi psicotici notturni, duranti i quali deve, su ordine della Signora, essere legato ad una sedia d'argento: se dovesse essere liberato o liberarsi, si trasformerebbe in un orrendo e mortale serpente e tenterebbe di uccidere chiunque sia sul suo cammino. I tre giovani viaggiatori, intuendo che possa condurli sulla giusta via per scoprire la verità sul principe Rilian, decidono di assistere il giovane durante uno dei suoi episodi: scoprono così che quando il giovane è legato alla sedia sembra, in realtà, essere mosso da un enorme, disperato desiderio di scappare da un potente incantesimo che lo tiene prigioniero. Dopo averli minacciati e pregati, il giovane prega infine i due ragazzi di liberarlo nel nome di Aslan: riconosciuto il quarto Segno e finalmente convinti che il giovane sia Rilian in persona, Jill, Eustace e Pozzanghera lo liberano. Il giovane come prima cosa distrugge la sedia d'argento, liberandosi dall'incantesimo, poi rivela ai tre avventurieri di essere proprio lo scomparso principe Rilian, catturato dalla Strega dalla Veste Verde come parte del progetto per conquistare Narnia.
La Strega dalla Veste Verde fa il suo ritorno e prova a lanciare un incantesimo su tutti e quattro che li faccia dimenticare quanto visto e la propria identità, ma l'incantesimo viene spezzato coraggiosamente dal paludrone Pozzanghera: la strega si trasforma in un serpente (lo stesso, scoprono, che uccise la regina e madre di Rilian) e ingaggia una lotta con i quattro protagonisti, che finiscono per ucciderla.
Morta la strega, viene spezzato anche l'incantesimo che teneva schiavi gli gnomi, che sono ora liberi di tornare al loro regno, ancora più giù nella terra, Bism. Uno di loro mostra a Rilian una via veloce per raggiungere la superficie, e in breve il principe e i suoi tre salvatori raggiungono il palazzo di Cair Paravel. 
Finalmente re Caspian si riunisce al tanto a lungo compianto figlio, ma essendo ormai molto vecchio muore poco dopo: Rilian è incoronato nuovo re di Narnia.
A questo punto della storia, Aslan appare per congratularsi con Eustace e Jill. Il leone chiede a Eustace di pungergli la zampa con una spina: il sangue, versato sul corpo di re Caspian, lo riporta non solo in vita ma indietro di anni, a quando era giovane. Aslan promette ai due ragazzi che, anche se ora devono tornare a casa nel proprio mondo, un giorno torneranno nel paese di Aslan, questa volta per restare; accompagnati da Caspian, Jill e Eustace tornano nel proprio mondo, dove scoprono che la Sperimentale è diventata una buona scuola, ben organizzata e rimangono buoni amici.

## Personaggi
1. Eustace Scrubb; protagonista: parteciperà alla missione di ricerca e salvataggio del principe Rilian.
2. Jill Pole; co-protagonista: parteciperà alla missione in prima persona, poiché responsabile dei 4 segni datile da Aslan.
3. Pozzanghera; Paludrone che accompagnerà Eustachio e Jill per quasi tutto il viaggio.
4. Lucy e Edmund Pevensie; sono i cugini di Eustachio (solo citati).
5. Rilian; sovrano rapito dalla Strega dalla Veste Verde e vittima di un incantesimo, dopo dieci anni verrà liberato da Eustachio, Jill e Pozzanghera.
6. La Strega dalla Veste Verde; antagonista: dopo aver rapito il principe Rilian combatterà per mantenerlo suo prigioniero, ostacolando la missione con incantesimi e tranelli.
7. Aslan; mandante e mentore: affiderà la missione di salvataggio a Jill e le insegnerà i 4 segni necessari al ritrovamento del principe.
8. Caspian X; vecchio re di Narnia e padre del principe Rilian.

## Parallelismi cristiani
In questo volume Lewis tratta temi quali la tentazione, la guida e l'essere discepoli. Una delle scene più memorabili de La sedia d'argento è quella della lotta mentale tra l'incantatrice e Pozzanghera il paludrone riguardo alla vera natura della realtà: infatti la strega possiede capacità ipnotiche (riconducibili alla tentazione, nella teologia cristiana) con le quali ha convinto Rilian di volere conquistare Narnia e ha quasi persuaso i ragazzi che la vita precedente fosse un sogno.
La caratterizzazione della strega è, inoltre, fortemente influenzata dalla rappresentazione biblica del Male e del peccato: ella è una donna (come Eva, nella lettura cristiana colei che condannò gli uomini al peccato originale), è capace di trasformarsi in serpente (come fa Lucifero nella Bibbia) ed è fortemente ingannevole, astuta e capace con ogni mezzo di farsi tentatrice. Inoltre, la Strega ha in progetto la sconfitta di Aslan e la conquista del suo regno, rimando al tentativo di Lucifero di primeggiare su Dio e conquistarne il Regno.

## Adattamento cinematografico
Nonostante dopo l'uscita de Il viaggio del veliero si fosse parlato di portare sul grande schermo Il nipote del mago, il libro primo in ordine cronologico della serie di Narnia, non se ne parlò più ufficialmente fino al 1º ottobre 2013, quando la C. S. Lewis Company e la Mark Gordon Company emisero un comunicato stampa dove dicevano che il quarto film delle Cronache di Narnia sarebbe stato tratto dal libro La sedia d'argento, e che il film sarebbe arrivato nelle sale statunitensi tra il 2015 e il 2016. A gennaio 2016 il produttore Mark Gordon rivelò che il film sarebbe stato sostanzialmente un reboot con un cast totalmente nuovo ed originale. "Ci saranno anche personaggi originali", affermò, intendendo che sarebbero stati portati sullo schermo personaggi delle storie di Lewis non ancora presenti nelle pellicole precedenti.